# Jens Bjørnkjær
Jens Bjørnkjær er en producer og multiinstrumentalist fra Danmark. Han er bl.a. medlem af Ikscheltaschel og Liv & Jenno.
I 2008 producerede han Gnags' album Legepladsen.